# Assemblea regionale di Murcia
L'Assemblea regionale di Murcia (in spagnolo: Asamblea Regional de Murcia) è l'organismo che esercita il potere legislativo nella Regione di Murcia. Approva i budget della comunità autonoma, avvia e controlla le azioni del governo di Murcia. La sua sede è a Cartagena.
Dal 14 giugno 2023, la presidente dell'Assemblea è Maria Visitación Martínez.

## Storia
Nel giugno 1982, dopo l'adozione dello Statuto di autonomia per la regione di Murcia, il consiglio regionale uscente fu trasformato in un'assemblea regionale provvisoria. Viene eletta la prima assemblea regionale nel maggio 1983 e si è riunita il 28 maggio per la sua prima legislatura.
La maggioranza assoluta in Assemblea è stata detenuta dal PSOE dal 1983 al 1995 e dal PP fino al 2015. Nelle elezioni del maggio 2015, per la prima volta nessun partito ha ottenuto la maggioranza assoluta, ma tuttavia, il PP ha mantenuto la maggioranza relativa. Questa situazione è perdurata anche nel 2019 e nel 2023.

## Presidenti
| Legislatura | Presidente                | Partito           | Partito              | Elezione                            | Inizio           | Fine           |
| ----------- | ------------------------- | ----------------- | -------------------- | ----------------------------------- | ---------------- | -------------- |
| I           | Carlos Collado            |                   | PSRM-PSOE            | 1º turno: 43 voti                   | 28 maggio 1983   | 26 marzo 1984  |
| I           | Manuel Tera Bueno         |                   | PSRM-PSOE            | 1º turno: 25 voti                   | 6 aprile 1984    | 1º luglio 1987 |
| II          | Miguel Navarro Molina     |                   | PSRM-PSOE            | 1º turno: 26 voti                   | 1º luglio 1987   | 14 giugno 1991 |
| III         | Miguel Navarro Molina     | 1º turno: 44 voti | PSRM-PSOE            | 14 giugno 1991                      | 23 novembre 1993 |                |
| III         | José Plana Plana          |                   | PSRM-PSOE            | 1º turno: 23 voti                   | 26 novembre 1993 | 23 giugno 1995 |
| IV          | Francisco Celdrán Vidal   |                   | PPRM-PP              | 1º turno: 26 voti                   | 23 giugno 1995   | 30 giugno 1999 |
| V           | Francisco Celdrán Vidal   | 1º turno: 26 voti | PPRM-PP              | 30 giugno 1999                      | 19 giugno 2003   |                |
| VI          | Francisco Celdrán Vidal   | 1º turno: 28 voti | PPRM-PP              | 19 giugno 2003                      | 18 giugno 2007   |                |
| VII         | Francisco Celdrán Vidal   | 1º turno: 29 voti | PPRM-PP              | 18 giugno 2007                      | 14 giugno 2011   |                |
| VIII        | Francisco Celdrán Vidal   | 1º turno: 33 voti | PPRM-PP              | 14 giugno 2011                      | 15 giugno 2015   |                |
| IX          | Rosa Peñalver             |                   | PSRM-PSOE            | 1º turno: 23 voti                   | 15 giugno 2015   | 11 giugno 2019 |
| X           | Alberto Castillo Baños    |                   | Non iscritto (Ex-Cs) | 1º turno: 22 voti 2º turno: 22 voti | 11 giugno 2019   | 14 giugno 2023 |
| XI          | Maria Visitación Martínez |                   | PPRM-PP              | 1º turno: 21 voti 2º turno: 21 voti | 14 giugno 2019   | in carica      |